# Lycaena tarbagata
Lycaena tarbagata är en fjärilsart som beskrevs av Suschkin 1909. Lycaena tarbagata ingår i släktet Lycaena och familjen juvelvingar. Inga underarter finns listade i Catalogue of Life.